# 사랑을 깨달은 밤
《사랑을 깨달은 밤》(恋に気づいた夜)은 TOKIO의 20번째 싱글이다.

## 설명
- TOKIO가 소니뮤직 엔터테인먼트 재팬에서 발매한 마지막 음반이다. 이후에는 이적하여 유니버설 뮤직 재팬에서 발매한다.
- 8cm 싱글로서도 마지막 음반이다.
- 〈恋に気づいた夜〉는 나중에 쯩쿠♂가 록 밴드 THE 쯩쿠 비♂토를 결성해서 라이브 하였다.
- TOKIO의 싱글 가운데 유일한 오리콘 주간 차트 TOP10 권외이다.

## 수록곡
1. 恋に気づいた夜
  - 작사/작곡 : 쯩쿠♂ / 편곡 : 타카하시 사토시
2. OH! IT'S TRUE LOVE
  - 작사/작곡 : 쯩쿠♂ / 편곡 : 스즈키 슌스케
3. 恋に気づいた夜 (Backing Track)